# Charles Frédéric de Münsterberg-Œls
Charles Frédéric de Münsterberg-Œls (connu également comme:  Charles Frédéric de Poděbrady; allemand : Karl Friedrich I. von Oels und Münsterberg ou  Karl Friedrich I. von Podiebrad; tchèque : Karel Bedřich z Minstrberka; né le 18 octobre 1593, à Oleśnica – † 31 mai 1647, Oleśnica) fut  Oels de 1617 à 1647 et duc de Bernstadt de 1639 à 1647. Il portait également aussi les titres de duc Münsterberg comme ils portaient encore celui de comte de Glatz.

## Biographie
Charles Frédéric appartient à la lignée de Münsterberg de la noble famille Bohémienne des Poděbrady, descendant du roi Georges de Bohême. Ses parents sont le duc Charles II de Münsterberg et Elisabeth Magdeleine (†  1630), fille du duc Georges II de Brzeg.
Après la mort de son père en 1617 Charles Frédéric reçoit le duché d'Œls. Il hérite aussi conjointement avec son demi-frère ainé  Henri Venceslas, de possessions en Moravie, Šternberk et Jevišovice. Après la mort sans héritier de Henri Venceslas en 1639, Charles Frédéric demeure seul à la tête de ses domaines.
En 1619 Charles Frédéric est à la tête de l'ambassade  envoyée par les ducs silésiens et le États du royaume de Bohême qui invitent le nouveau roi élu de Bohême Frédéric V du Palatinat à effectuer son voyage inaugural à Wrocław. En février 1620, pendant le voyage de Frederic V à Wrocław, Charles Frédéric et son frère  Henri Venceslas accueillent le nouveau roi dans leur domaine de Šternberk en Moravie du nord.
Pendant la guerre de Trente Ans afin d'assurer la défense de la liberté religieuse et de faire face à l'ingérence des Habsbourgs catholiques en Silésie, Charles Frédéric, ainsi que les ducs Jean-Christian de Brzeg et Georges-Rodolphe de Liegnitz et le conseil de la ville de Wrocław fondent le 9 août 1633 une ligue (allemand : Konjunktion) qui se place sous la protection des puissances protestantes de Saxe, de Brandebourg et du royaume de Suède. Charles Frédéric et ses alliés perdent la faveur de l'empereur et après la paix de Prague en 1635 ils doivent faire leur soumission et amende honorable.
À la mort de son frère  Henri Venceslas en 1639, Charles Frédéric lui succède comme duc de Bernstadt mais il meurt à Oels le 31 mai 1647.

## Unions et succession
Charles Frédéric épouse en premières noces le 7 décembre 1618 Anne Sophie († 20 mars 1641) fille de Frédéric-Guillaume Ier de Saxe-Weimar. Le 2 décembre 1642 il épouse en secondes noces, Sophie Magdeleine († 8 mai 1660), fille du duc  Jean-Christian de Brzeg. Malgré ses deux unions il est le dernier représentant masculin de la lignée de Münsterberg des Poděbrady.
Sa fille unique née de son premier mariage Elisabeth-Marie d'Oels épouse le 1er mai 1647 Silvius Nimrod de Wurtemberg qui devient duc d'Oels. De ce fait le duché d'Oels comme les États de Šternberk passent dans les possessions de la maison de Wurtemberg.

## Sources
- (en) Cet article est partiellement ou en totalité issu de l’article de Wikipédia en anglais intitulé « Karl Friedrich I, Duke of Münsterberg-Oels » (voir la liste des auteurs), édition du 11 juillet 2014.
- Anthony Stokvis, Manuel d'histoire, de généalogie et de chronologie de tous les États du globe, depuis les temps les plus reculés jusqu'à nos jours, préf. H. F. Wijnman, Israël, 1966, chapitre VIII « Généalogie de la maison de Poděbrad »  tableau généalogique no 17.
- (en) & (de) Peter Truhart, Regents of Nations, K. G Saur Munich, 1984-1988 (ISBN 359810491X), Art. « Münsterberg » p. 2452-2453 & Art. « Oels + Bernstadt, Kosel, Wartenberg », p.  2453.